# Nowy Kurier Warszawski
Nowy Kurier Warszawski, la început Nowy Kurjer Warszawski ("Noul Curier al Varșoviei") a fost un ziar propagandistic german în limba poloneză tipărit în Polonia ocupată de armata germană în timpul celui de-Al Doilea Război Mondial. Numele a fost dat după un ziar popular de dinaintea războiului numit Kurier Warszawski, cu care nu avea nimic în comun pe lângă nume. Conform surselor germane, ziarul a fost emis în 200.000 de copii zilnic, dar a fost adesea boicotat de către polonezi.